# Tongaische Fußballnationalmannschaft (U-23-Männer)
Die tongaische U-23-Fußballnationalmannschaft ist eine Auswahlmannschaft tongaischer Fußballspieler, die der Tonga Football Association unterliegt. Sie repräsentiert den Verband bei internationalen Freundschaftsspielen wie auch bei der Ozeanien-Qualifikation für die Olympischen Sommerspiele.

## Geschichte
Erstmals nahm die Mannschaft an dem Qualifikationsturnier im Jahr 1999 teil und landete hier am Ende der Gruppenphase ohne eigenen Punkt auf dem letzten Platz der eigenen Gruppe. Die Leistung beim nächsten Turnier war dann wieder besser, jedoch reichte es mit nur sechs Punkten aus vier Spielen auch nicht für einen Platz in der Gruppe, welcher zum Weiterkommen berechtigte.
Danach nahm man erst wieder am Qualifikationsturnier im Jahr 2012 teil, wieder gelang hier aber kein einziger Punkt und man schloss das Turnier ein weiteres Mal als letzter seiner Gruppe ab. An dem Turnier, welches Teil der Pazifikspiele 2015 war, nahm die Mannschaft nicht teil, nachdem man zuvor eigentlich noch als Ausrichter eines Qualifikationsturnier im Dezember des Jahres auserkoren war. Zuletzt war das Team bei der Ausgabe von 2019 wieder dabei, landete hier aber wieder ohne einen einzigen Punkte auf dem letzten Platz der Tabelle.

## Ergebnisse bei Turnieren
| Jahr | Platzierung        |
| ---- | ------------------ |
| 1991 | kein OFC-Mitglied  |
| 1996 | nicht teilgenommen |
| 1999 | Gruppenphase       |
| 2004 | Gruppenphase       |
| 2008 | nicht teilgenommen |
| 2012 | Gruppenphase       |
| 2015 | nicht teilgenommen |
| 2019 | Gruppenphase       |

| Jahr | Platzierung        |
| ---- | ------------------ |
| 2015 | nicht teilgenommen |